# Pravetz (ordinateurs)
Pravetz (Правец en cyrillique original, série 8 et série 16) étaient des ordinateurs bulgares, fabriqués principalement dans la ville de Pravetz. Certains composants et des logiciels ont été produites à Stara Zagora, Plovdiv et dans d'autres villes bulgares.

## Histoire

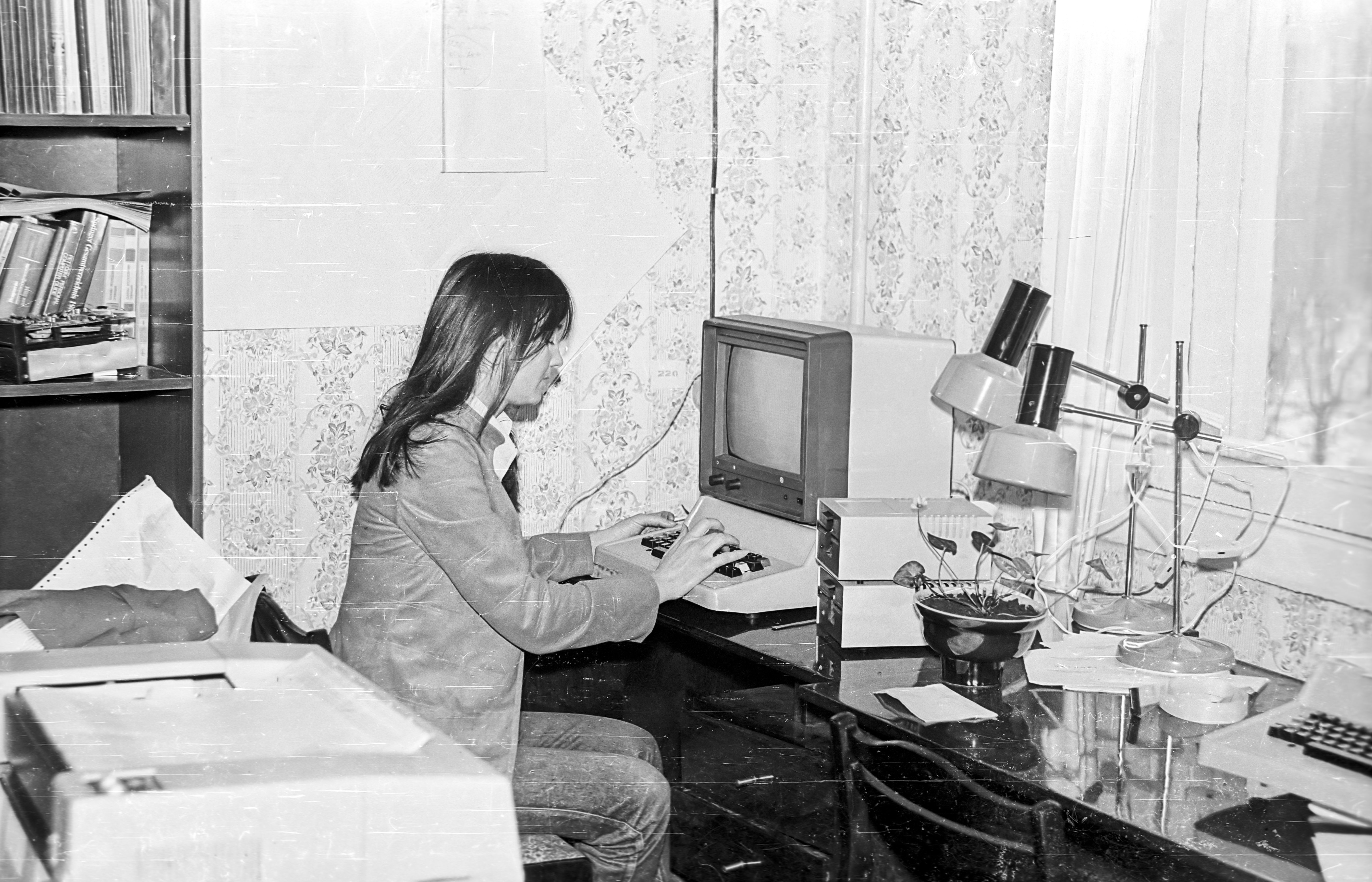
Femme utilisant un Pravetz 8 en 1986.

Certains utilisateurs considèrent IMKO comme le premier ordinateur bulgare parce que son nom ressemble à ELKA ou à la calculatrice en langue bulgare, mais les ordinateurs Pravetz ont été conçus pour être vraiment une marque de commerce électronique pour les Personal Computers, PCs, Pravetz computers.
Le premier micro-ordinateur bulgare, IMKO-1, était un prototype des ordinateurs Pravetz qui a été développé par Ivan Vassilev Marangozov , qui a souvent été accusé d'un clonage entier de l'Apple II. Quelques premiers modèles ont été produits à l'ITKR (Institut de cybernétique technique et robotique), une section de l'Académie bulgare des sciences. La production industrielle en Pravetz a commencé peu de temps après.